# Bensberger Kreis
Der Bensberger Kreis wurde 1966 von den katholischen Publizisten Walter Dirks und Eugen Kogon gemeinsam mit Freunden aus der Pax-Christi-Bewegung zunächst unter dem Namen „Freunde von Pax Christi“ in Bensberg gegründet. Der Kreis verstand sich als Zusammenschluss von „deutschen Katholiken mit kritischem und reformerischem Engagement in Kirche und Gesellschaft“.
2004 beschloss der Kreis seine Auflösung, was Zeitungsberichten nach vor allem mit der Überalterung der Mitglieder sowie der geringen Resonanz bei jüngeren katholischen Christen begründet wurde. Zuletzt hatte der Kreis noch 110 Mitglieder.
Der Bensberger Kreis setzte sich vor allem mit gesellschaftspolitischen Fragen auseinander, zu denen er immer wieder in Memoranden öffentlich Stellung bezog. Zu diesen Fragen gehörten unter anderen Friedenspolitik, Demokratie-Entwicklung, Verständigung mit Polen, innerkirchliche Reformen wie Demokratisierung der Kirche und Gerechtigkeitsfragen.
Die Ziele werden in der Satzung von 1968 wie folgt umrissen: „Der Bensberger Kreis setzt sich mit Fragen auseinander, die für Kirche und Gesellschaft von Belang sind. Er wendet sich mit Analysen und Stellungnahmen an die Öffentlichkeit. Schwerpunkt seiner Arbeit ist, Theorien und Pläne für eine Friedenspolitik, für eine Fortentwicklung der Demokratie und für eine Erneuerung der Strukturen der Kirche zu entwickeln. Der Kreis beansprucht nicht, für die katholische Bevölkerung oder die katholische Kirche Deutschlands zu sprechen. Er beabsichtigt vielmehr, in eigener Verantwortung Konsequenzen aus den Appellen des II. Vatikanischen Konzils zu ziehen.“
Als dringendste Aufgabe sah es der Kreis zunächst an, einen Beitrag zur Verständigung und Versöhnung zwischen Polen und Deutschen zu leisten. Er forderte den deutschen Verzicht auf Rückkehr in die nach der Vertreibung der Deutschen von Polen bewohnten und von Polen verwalteten Gebiete, ferner eine Revision der Geschichtsbücher und die Wiedergutmachung an den Opfern des nationalsozialistischen Terrors. Seine Beiträge galten vielen als wegbereitend für die Neue Ostpolitik.
Daneben griff der Kreis unterschiedliche Themen auf wie das Verhältnis der Christen zum Krieg in Vietnam, die Notwendigkeit und Möglichkeiten der Reform kirchlicher Strukturen, die Konzeption einer offenen christlichen Gemeinde, Kriegsdienstverweigerung, das Verhältnis von Christentum und Sozialismus, Friedenspolitik und Rüstungsproblematik, die Finanzierung der Kirchen in der Bundesrepublik Deutschland und das Verhältnis des Christentums zur Sexualität. Das Memorandum „Demokratisierung der Kirche“ von 1970 fand in der katholischen Öffentlichkeit viel Beachtung. Es hat Grundgedanken zur Demokratie und Hierarchie auf die katholische Kirche bezogen und eine biblische Grundlegung zum Verständnis kirchlicher Ämter als korporativer Dienste gebracht und notwendige Schritte zur Verwirklichung der Demokratie in der Kirche gefordert. Der Bensberger Kreis war damit bis in die 1990er Jahre so etwas wie eine „Denkfabrik“ des Linkskatholizismus in Deutschland.